# Draft de la NBA de 2008
El Draft de la NBA de 2008 se celebró el 26 de junio en el recinto del Madison Square Garden de la ciudad de Nueva York. Fue retransmitido para Estados Unidos por la cadena especializada ESPN. Por primera vez desde los últimos 4 años el rookie del año fue otorgado al número uno del draft, Derrick Rose. Según algunos analistas de la NBA, este draft es considerado el draft que más futuro le depara a la liga, comparándolo con el del 2003 y pronosticándolo a futuro como uno de los mejores drafts de la historia, si los jugadores que lo componen, continúan progresando a pasos agigantados como viene ocurriendo. La primera ronda, es calificada simplemente, como de un potencial increíble, en cada uno de sus puestos, con 4 jugadores All-Star, 3 Nominados al Mejor Quinteto de la NBA y 2 MVPs ( Derrick Rose , 2011 ; Russel Westbrook , 2017 ) 

## Reglas de elegibilidad
A diferencia de drafts anteriores, los jugadores provenientes de high school no serán elegibles. El acuerdo alcanzado entre la NBA y el Sindicato de Jugadores ha establecido unas normas con respecto a la edad de los jugadores que pueden ser declarados elegibles:
- Todos los jugadores que entren en el draft, sea cual sea su nacionalidad, deben de haber nacido antes del 31 de diciembre de 1989, o lo que es lo mismo, deben de tener al menos 19 años en el año en el que discurre el draft.
- Los jugadores estadounidenses deben de haber pasado un año tras su graduación en el instituto.

## Orden del Draft
Las primeras 14 elecciones del draft, pertenecientes a los equipos no clasificados para los play-offs, se determinaron por medio de un sorteo, realizado el 20 de mayo de 2008. El resto de las elecciones de primera ronda y las de la segunda se asignan a los equipos en orden inverso a su clasificación del año anterior. Los Bulls ganaron la lotería con el segundo peor pronóstico de la historia, con solo un 1,7% de posibilidades, por detrás de los Orlando Magic, que en 1993 ganaron el sorteo con únicamente un 1,5% de posibilidades de conseguir la primera posición.

## Primera ronda

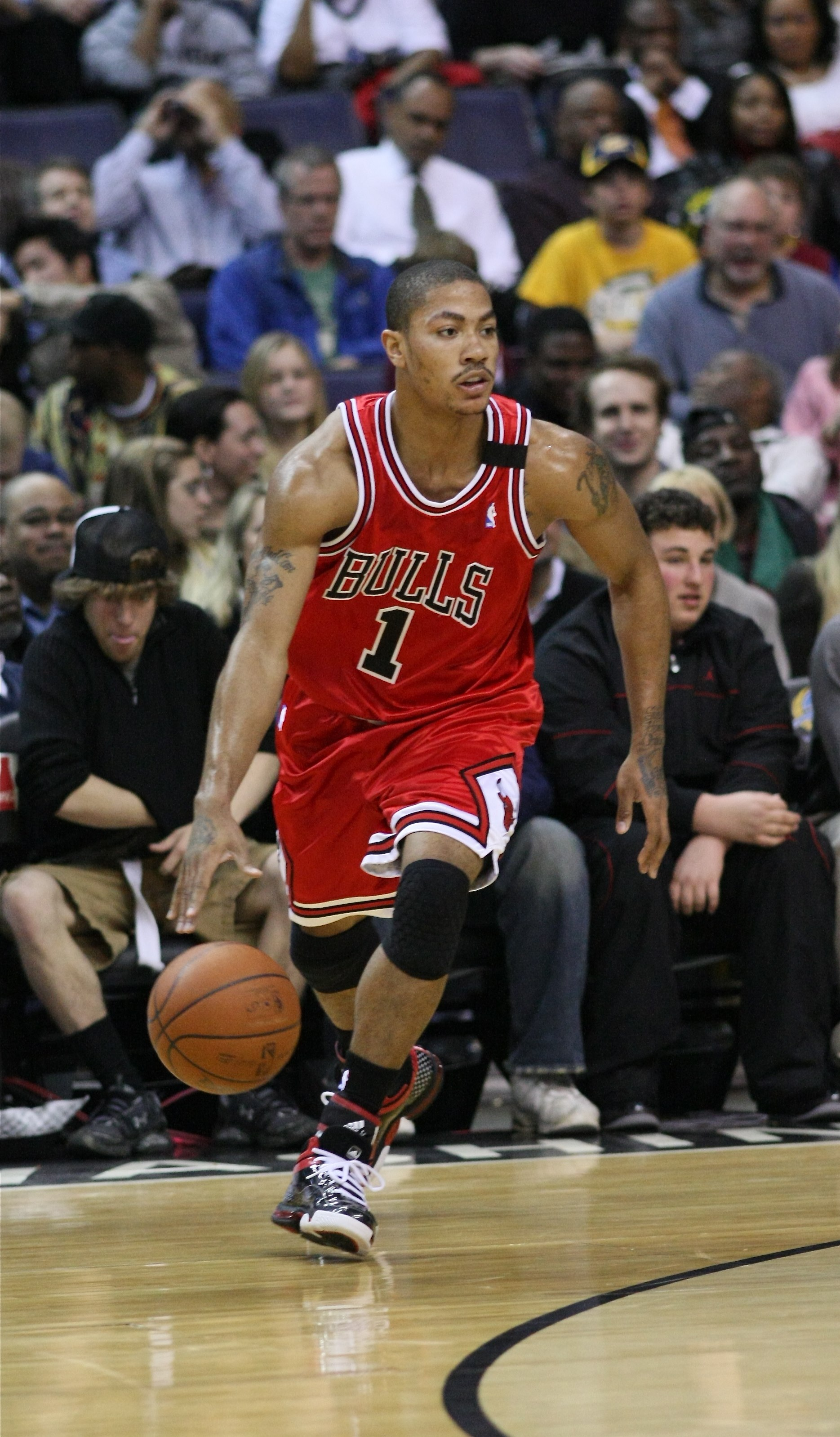
Derrick Rose fue seleccionado en primer lugar por Chicago Bulls.

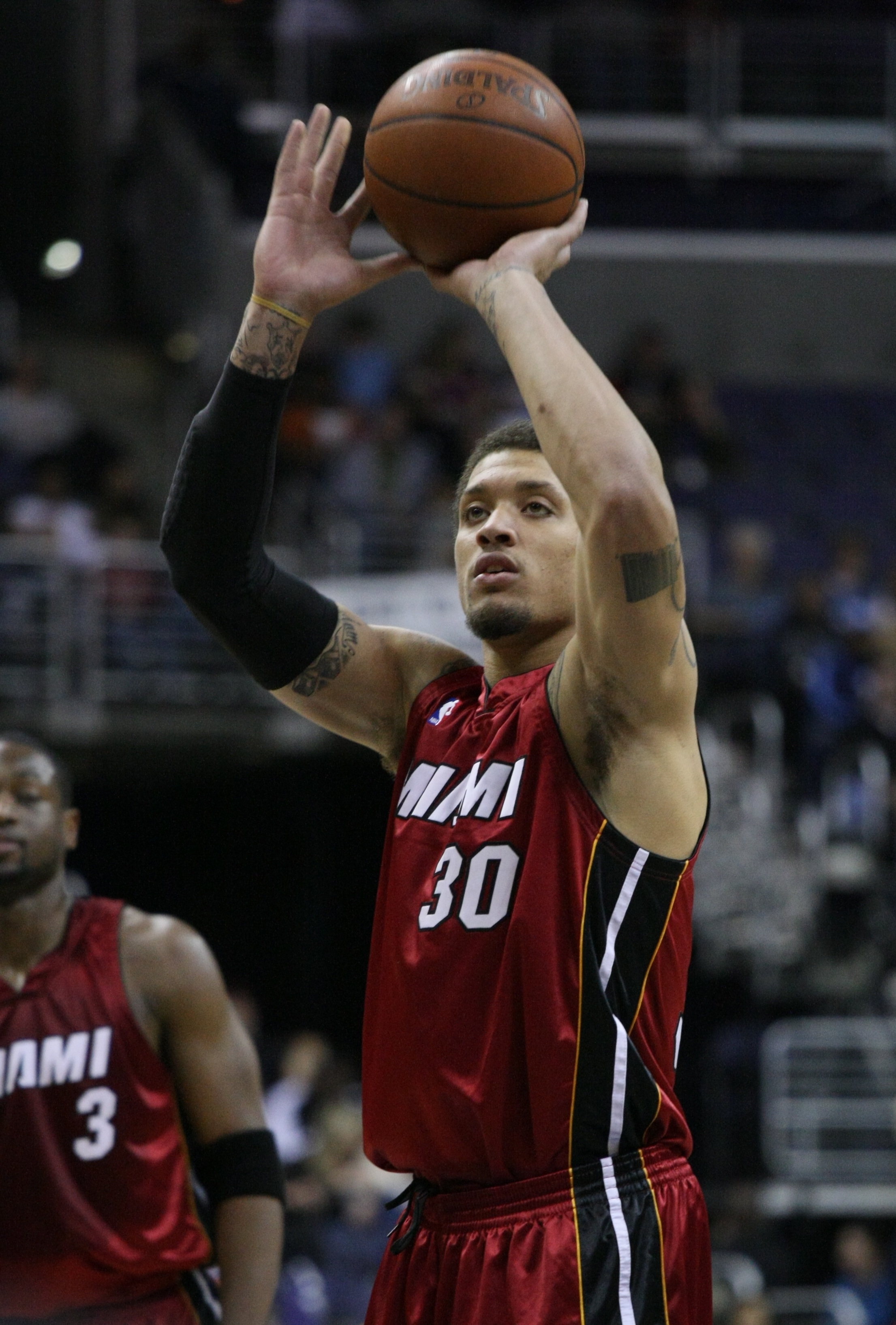
Michael Beasley, seleccionado en segundo lugar.

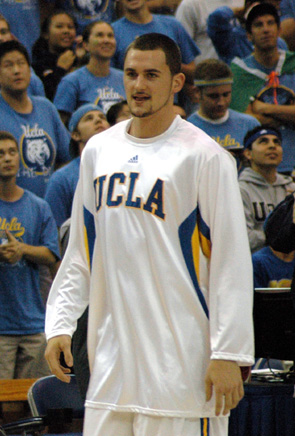
Kevin Love, la quinta elección.

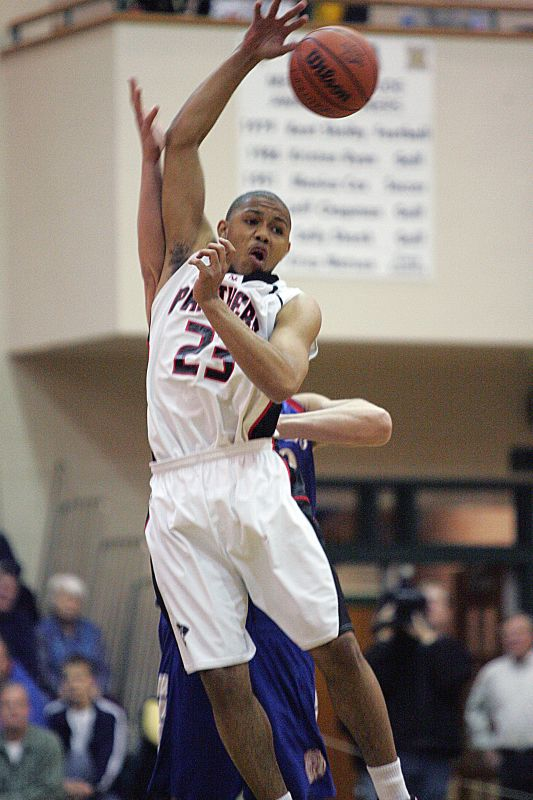
Eric Gordon, elegido por los Cippers en séptima posición.

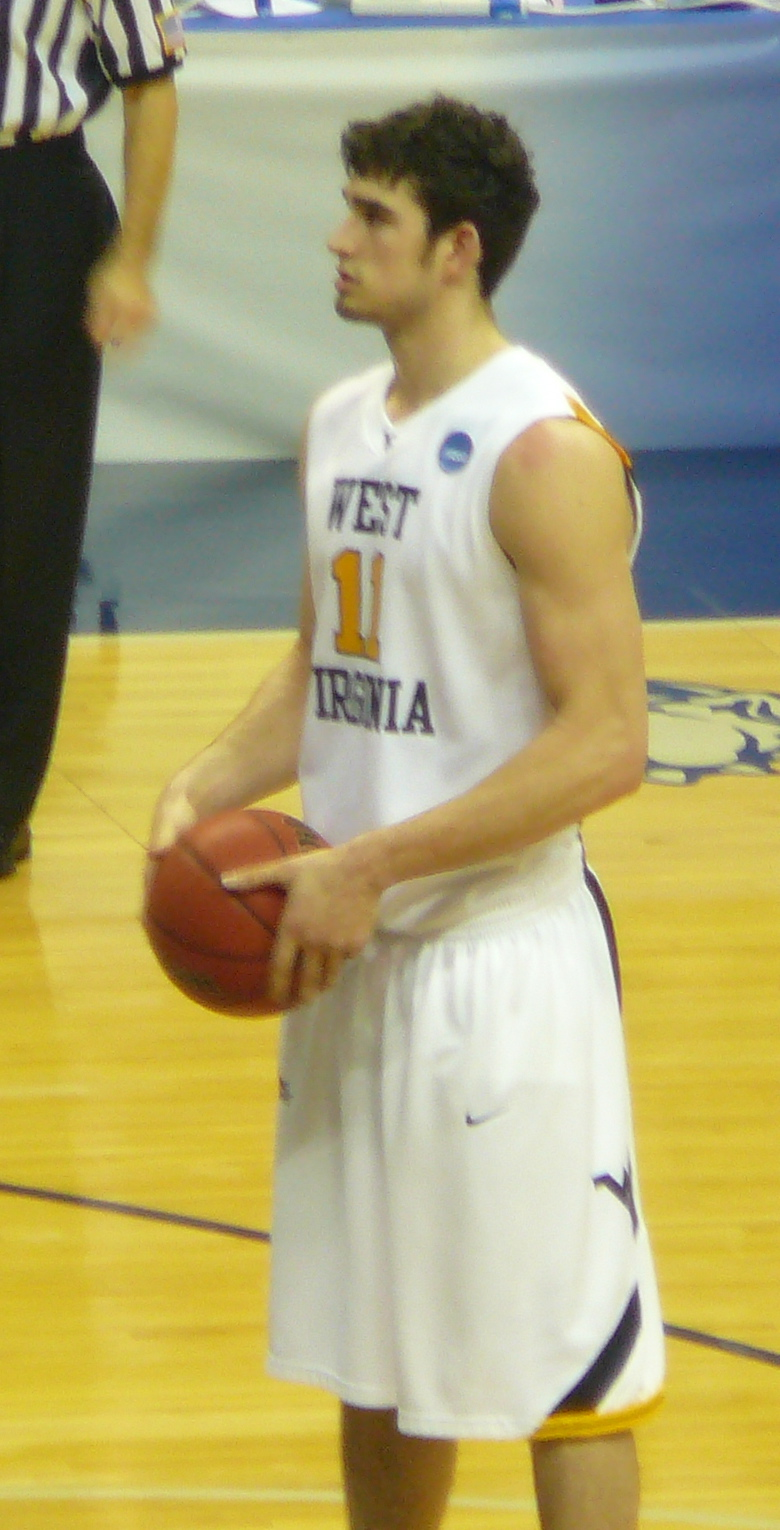
Joe Alexander, en el puesto 8.

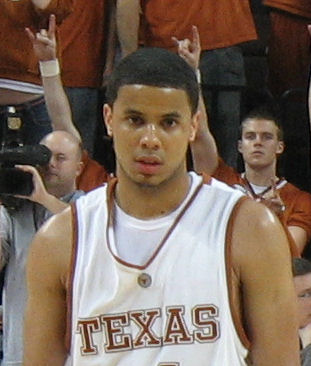
D. J. Augustin, elegido en el puesto 9.

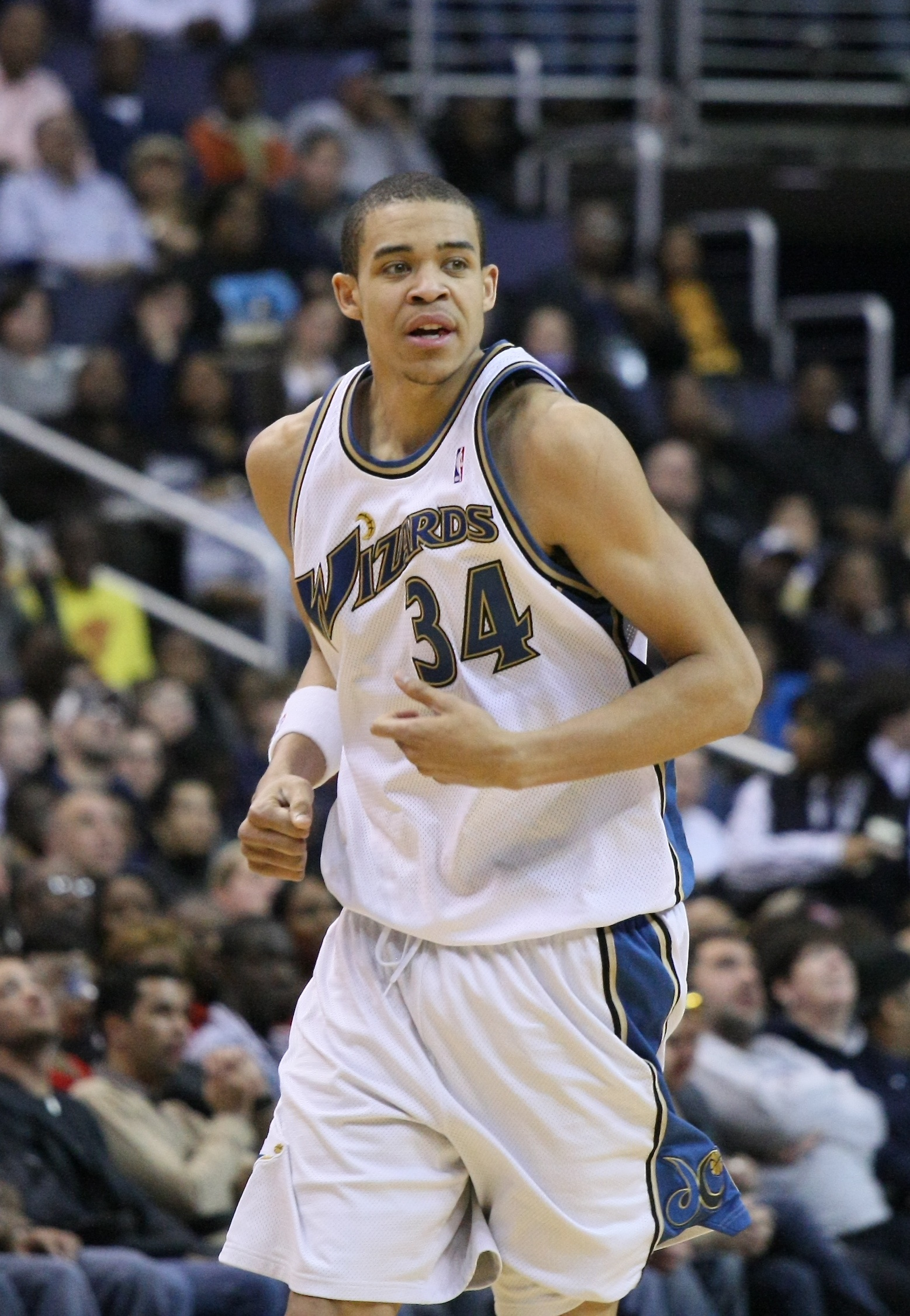
JaVale McGee, elección número 18.

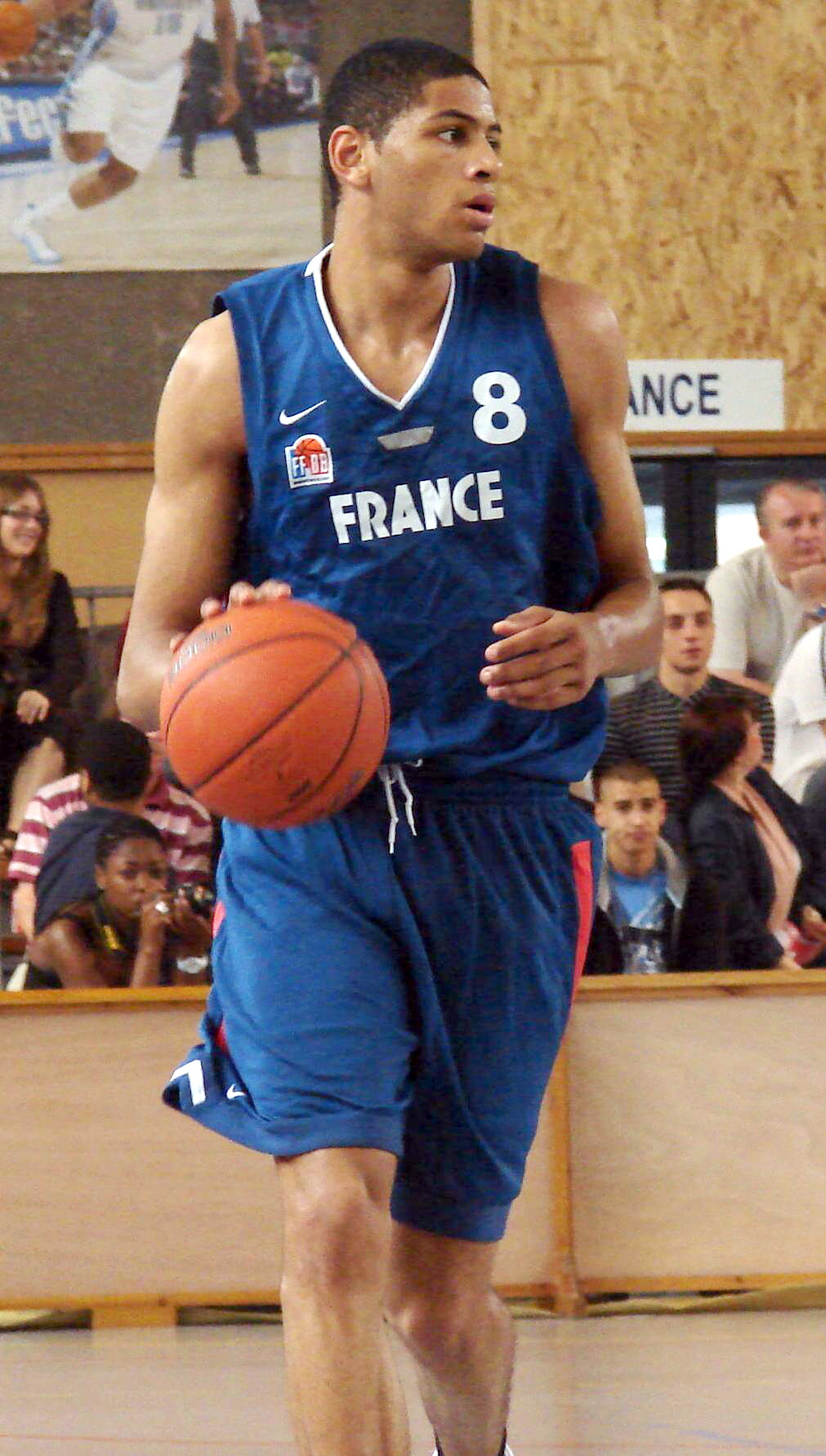
Nicolas Batum, en el puesto 25.

|  | Denota jugador que ha sido seleccionado al menos en un All-Star Game                               |
|  | Denota jugador que ha sido seleccionado al menos en un Mejor Quinteto de la NBA                    |
|  | Denota jugador que ha sido seleccionado al menos en un All-Star Game y un Mejor Quinteto de la NBA |
|  | Denota jugador que nunca ha jugado en la NBA                                                       |

| Pick | Jugador           | Nacionalidad            | Equipo NBA                                                                        | Universidad/Club                     |
| ---- | ----------------- | ----------------------- | --------------------------------------------------------------------------------- | ------------------------------------ |
| 1    | Derrick Rose      | Estados Unidos          | Chicago Bulls                                                                     | Memphis                              |
| 2    | Michael Beasley   | Estados Unidos          | Miami Heat                                                                        | Kansas State                         |
| 3    | O.J. Mayo         | Estados Unidos          | Minnesota Timberwolves (Traspasado a Memphis)                                     | USC                                  |
| 4    | Russell Westbrook | Estados Unidos          | Seattle SuperSonics                                                               | UCLA                                 |
| 5    | Kevin Love        | Estados Unidos          | Memphis Grizzlies (Traspasado a Minnesota)                                        | UCLA                                 |
| 6    | Danilo Gallinari  | Italia                  | New York Knicks                                                                   | Olimpia Milano (Italia)              |
| 7    | Eric Gordon       | Estados Unidos          | Los Angeles Clippers                                                              | Indiana                              |
| 8    | Joe Alexander     | Estados Unidos          | Milwaukee Bucks                                                                   | West Virginia                        |
| 9    | D.J. Augustin     | Estados Unidos          | Charlotte Bobcats                                                                 | Texas                                |
| 10   | Brook Lopez       | Estados Unidos          | New Jersey Nets                                                                   | Stanford                             |
| 11   | Jerryd Bayless    | Estados Unidos          | Indiana Pacers (Traspasado a Portland)                                            | Arizona                              |
| 12   | Jason Thompson    | Estados Unidos          | Sacramento Kings                                                                  | Rider                                |
| 13   | Brandon Rush      | Estados Unidos          | Portland Trail Blazers (Traspasado a Indiana)                                     | Kansas                               |
| 14   | Anthony Randolph  | Estados Unidos          | Golden State Warriors                                                             | LSU                                  |
| 15   | Robin López       | Estados Unidos          | Phoenix Suns (desde Atlanta como parte del traspaso de Joe Johnson)               | Stanford                             |
| 16   | Marreese Speights | Estados Unidos          | Philadelphia 76ers                                                                | Florida                              |
| 17   | Roy Hibbert       | Estados Unidos          | Toronto Raptors (Traspasado a Indiana como parte del traspaso de Jermaine O'Neal) | Georgetown                           |
| 18   | JaVale McGee      | Estados Unidos          | Washington Wizards                                                                | Nevada                               |
| 19   | J.J. Hickson      | Estados Unidos          | Cleveland Cavaliers                                                               | North Carolina State                 |
| 20   | Alexis Ajinça     | Francia                 | Charlotte Bobcats (desde Denver Nuggets)                                          | Hyères Toulon (Francia)              |
| 21   | Ryan Anderson     | Estados Unidos          | New Jersey Nets (desde Dallas como parte del traspaso de Jason Kidd)              | California                           |
| 22   | Courtney Lee      | Estados Unidos          | Orlando Magic                                                                     | Western Kentucky                     |
| 23   | Kosta Koufos      | Estados Unidos · Grecia | Utah Jazz                                                                         | Ohio State                           |
| 24   | Serge Ibaka       | España                  | Seattle SuperSonics (desde Phoenix como parte del traspaso de Kurt Thomas)        | C.B. L'Hospitalet (LEB Oro - España) |
| 25   | Nicolas Batum     | Francia                 | Houston Rockets                                                                   | Le Mans (Francia)                    |
| 26   | George Hill       | Estados Unidos          | San Antonio Spurs                                                                 | IUPUI                                |
| 27   | Darrell Arthur    | Estados Unidos          | New Orleans Hornets                                                               | Kansas                               |
| 28   | Donté Greene      | Estados Unidos          | Memphis Grizzlies (desde LA Lakers como parte del traspaso de Pau Gasol)          | Syracuse                             |
| 29   | D. J. White       | Estados Unidos          | Detroit Pistons (Traspasado a Seattle)                                            | Indiana                              |
| 30   | J.R. Giddens      | Estados Unidos          | Boston Celtics                                                                    | Nuevo México                         |

## Segunda ronda
| Pick | Jugador                  | Nacionalidad   | Equipo NBA | Universidad/Club                   |
| ---- | ------------------------ | -------------- | --- | ---------------------------------- |
| 31   | Nikola Peković           | Montenegro     | Minnesota Timberwolves (desde Miami como parte del traspaso de Ricky Davis vía Boston como parte del traspaso de Antoine Walker)                            | Panathinaikos (Grecia)             |
| 32   | Walter Sharpe            | Estados Unidos | Seattle SuperSonics (Traspasado a Detroit Pistons) | UAB                                |
| 33   | Joey Dorsey              | Estados Unidos | Portland Trail Blazers (desde Memphis como parte del traspaso de Alexander Johnson)                                                                         | Memphis                            |
| 34   | Mario Chalmers           | Estados Unidos | Minnesota Timberwolves (traspasado a Miami) | Kansas                             |
| 35   | DeAndre Jordan           | Estados Unidos | Los Angeles Clippers | Texas A&M                          |
| 36   | Ömer Aşık                | Turquía        | Portland Trail Blazers (desde New York como parte del traspaso de Demetris Nichols)                                                                         | Fenerbahçe (Turquía)               |
| 37   | Luc Richard Mbah a Moute | Camerún        | Milwaukee Bucks | UCLA                               |
| 38   | Kyle Weaver              | Estados Unidos | Charlotte Bobcats | Washington State                   |
| 39   | Sonny Weems              | Estados Unidos | Chicago Bulls (traspasado a Denver) | Arkansas                           |
| 40   | Chris Douglas-Roberts    | Estados Unidos | New Jersey Nets | Memphis                            |
| 41   | Nathan Jawai             | Australia      | Indiana Pacers (traspasado a Toronto como parte del traspaso de Jermaine O'Neal)                                                                            | Cairns Taipans (Australia)         |
| 42   | Sean Singletary          | Estados Unidos | Sacramento Kings(desde Atlanta como parte del traspaso de Mike Bibby)                                                                                       | Virginia                           |
| 43   | Patrick Ewing, Jr.       | Estados Unidos | Sacramento Kings | Georgetown                         |
| 44   | Ante Tomić               | Croacia        | Utah Jazz (desde Philadelphia) | KK Zagreb (Croacia)                |
| 45   | Goran Dragić             | Eslovenia      | San Antonio Spurs (desde Toronto como parte del traspaso de Giorgos Printezis, traspasado a Phoenix)                                                        | Union Olimpija (Eslovenia)         |
| 46   | Trent Plaisted           | Estados Unidos | Seattle SuperSonics (desde Portland como parte del traspaso de Sebastian Telfair vía Boston como parte del traspaso de Ray Allen, traspasado a Detroit)     | BYU                                |
| 47   | Bill Walker              | Estados Unidos | Washington Wizards (traspasado a Boston) | Kansas State                       |
| 48   | Malik Hairston           | Estados Unidos | Phoenix Suns(desde Cleveland como parte del traspaso de Milt Palacio, traspasado a San Antonio)                                                             | Oregon                             |
| 49   | Richard Hendrix          | Estados Unidos | Golden State Warriors | Alabama                            |
| 50   | DeVon Hardin             | Estados Unidos | Seattle SuperSonics (desde Denver como parte del traspaso de Earl Watson)                                                                                   | California                         |
| 51   | Shan Foster              | Estados Unidos | Dallas Mavericks | Vanderbilt                         |
| 52   | Darnell Jackson          | Estados Unidos | Miami Heat (desde Orlando como parte de la contratación de Stan Van Gundy como entrenador de Orlando, traspasado a Cleveland)                               | Kansas                             |
| 53   | Tadija Dragićević        | Serbia         | Utah Jazz | Estrella Roja de Belgrado (Serbia) |
| 54   | Maarty Leunen            | Estados Unidos | Houston Rockets | Oregon                             |
| 55   | Mike Taylor              | Estados Unidos | Portland Trail Blazers (desde Phoenix como parte del traspaso de James White vía Indiana como parte del traspaso de James Jones, traspasado a LA Clippers)  | Idaho Stampede (D-League)          |
| 56   | Sasha Kaun               | Rusia          | Seattle SuperSonics (desde New Orleans como parte del traspaso de Carl Landry vía Houston como parte del traspaso de Bobby Jackson, traspasado a Cleveland) | Kansas                             |
| 57   | James Gist               | Estados Unidos | San Antonio Spurs | Maryland                           |
| 58   | Joe Crawford             | Estados Unidos | Los Angeles Lakers | Kentucky                           |
| 59   | Deron Washington         | Estados Unidos | Detroit Pistons | Virginia Tech                      |
| 60   | Semih Erden              | Turquía        | Boston Celtics | Fenerbahçe (Turquía)               |

## Elecciones traspasadas
- Los Seattle SuperSonics recibieron una segunda ronda del draft de Orlando Magic a cambio de Rashard Lewis el 11 de julio de 2007.[2]
- Los Memphis Grizzlies recibieron una primera ronda del 2008 y 2010 de Los Angeles Lakers por el traspaso de Pau Gasol, además de Kwame Brown, Aaron McKie, Javaris Crittenton, y el hermano pequeño de Pau, Marc.
- Los New Jersey Nets recibieron una primera ronda del 2008 de Dallas Mavericks por el traspaso de Jason Kidd.
- El 20 de julio de 2007, recibieron una primera ronda del 2008 y 2010 de Phoenix Suns por el traspaso de Kurt Thomas.[3] También adquirieron una segunda ronda de Portland por el traspaso de Ray Allen a Boston.

## Jugadores notables no seleccionados
Estos jugadores no fueron seleccionados en el draft, pero han jugado al menos un partido en la NBA.
| Jugador          | Pos. | Nacionalidad   | Universidad / Club               |
| ---------------- | ---- | -------------- | -------------------------------- |
| Gary Forbes      | SF   | Panamá         | UMass (Sr.)                      |
| Sundiata Gaines  | PG   | Estados Unidos | Georgia (Sr.)                    |
| Mickell Gladness | C    | Estados Unidos | Alabama A&M (Sr.)                |
| Steven Hill      | PF   | Estados Unidos | Arkansas (Sr.)                   |
| Othello Hunter   | F    | Estados Unidos | Ohio State (Sr.)                 |
| Othyus Jeffers   | SG   | Estados Unidos | Robert Morris (Sr.)              |
| Rob Kurz         | SF   | Estados Unidos | Notre Dame (Sr.)                 |
| Salah Mejri      | C    | Túnez          | Étoile Sportive du Sahel (Túnez) |
| Anthony Morrow   | SG   | Estados Unidos | Georgia Tech (Sr.)               |
| Timofey Mozgov   | C    | Rusia          | BC Khimki (Rusia)                |
| DeMarcus Nelson  | PG   | Estados Unidos | Duke (Sr.)                       |
| Brian Roberts    | PG   | Estados Unidos | Dayton (Sr.)                     |
| Damjan Rudež     | F    | Croacia        | KK Split (Croacia)               |
| Greg Stiemsma    | C    | Estados Unidos | Wisconsin (Sr.)                  |
| Reggie Williams  | SF   | Estados Unidos | VMI (Sr.)                        |